# سلطان علي القايني
سلطان علي القايني (توفي سنة 914 هـ) كان خطاطًا وشاعرًا فارسيًّا مشهورًا في أواخر القرن التاسع وأوائل القرن العاشر الهجريين. كان تلميذًا لأظهر التبريزي، ومعاصرًا وصديقًا مقربًا لسلطان علي المشهدي.
كان السلطان علي في البداية كاتبًا مفضلًا في تبريز في بلاط السلطان يعقوب الآق قوينلو (884-896 هـ)، ابن أوزون حسن آقفينلو، ولهذا السبب أُطلق عليه أيضًا لقب "اليعقوبي".
وبعد وفاة السلطان يعقوب، بدأ الكتابة في بلاط حفيده رستم بن بايسنقار (898-902)، واتخذ اسم "رستمي".
ثم سافر من تبريز إلى الحجاز، وبعد فترةٍ سافر إلى خراسان، ووصل إلى بلاط السلطان حسين ميرزا بايقرا. وفي هذا البلاط، الذي كان ملتقًى للفنانين والعلماء، انخرط في تعليم أبناء السلطان، وبفضل قربه منه، أصبح من "الموالين للملكية".
أثناء إقامته في هرات، كان سلطاني من رفاق أمير علي شير النوائي، وتعرّف على الشاعر الصوفي الشهير نور الدين عبد الرحمن الجامي، الذي كرّس نفسه لأعماله. ومنذ ذلك الحين، انشغل بنسخ أعمال الجامي فقط. وإذا طُلب منه عمل آخر، كان يطلب أجرًا باهظًا يصعب معه دفعه.
أسلوب سلطان مزيج من أسلوب خطّاط النستعليق الكبير سلطان علي مشهدي وخطّ أستاذه مولانا أظهر التبريزي، وقد أجاد في كتابة الخطّ الخفيّ أكثر من المَشْخ والقلم الجلّي. ومع أنّه اشتهر بخطّ النستعليق، إلا أنّ هناك أعمالًا في أصوله تُظهر براعته في النسخ والرقّاع.
تُوفي سنة 914 هـ.

## الأعمال
ومن أعماله:
- نسخة كاملة من ديوان الجامي، بخط نستعليق جميل، آخر أسطره بخط الرقة الجميل، مكتوب عليها: "الفاصل بين كتب... السلطان علي القيني... بمدينة ربيع الأول، في سنة ثمان وتسعين وثمانمائة من السنة الهجرية".
- نسخة من "زبدة الحقائق" للهمداني، تأليف نستعليق كتابات جلي خوش، برقم: "طمات كتابا... سلطان علي الياعقوبي". سنة أربع وثمانية وثمانين
- نسخة من كتاب "ظفر نامه تيمور" لشرف الدين علي يزدي بخط النستعليق، مع نقوش وعناوين بقلم الرقة خوش، مؤرخة: "قضام... علي يدل عبد الفقير... السلطان علي القيني... سنة ١٢، ٩٠، ٨٨..."
- نسخة من ديوان الأمير عليشير نوائي (تركي)، تأليف نستعليق كيبات خوش، برقم: "طمة الكتاب... السلطان علي القيني"
- 51 قطعة في أرشيف مكتبة خزينة وقف إسطنبول.
- 13 قطعة من مورقة بهرام ميرزا في مكتبة الخزينة الأوقافية في إسطنبول
- والعديد من مؤلفاته الأخرى التي أدرجناها في كتاب "أحوال الخطاطين وأعمالهم".